# Ставровский, Иоанн Иоаннович

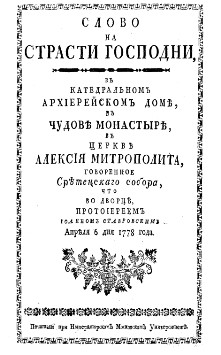
Ставровский, Иоанн. «Слово на страсти Господни» (Москва, 1778)

Иоанн Иоаннович (Иван Иванович) Ставровский (умер в 1782 или 19 мая 1799 года) — священник, российский духовный писатель.
Служил протоиереем Сретенского собора в Москве. Был членом Духовной консистории.
Имел высокий рост и «сверкающие глаза».
Скончался от паралича 19 мая 1799 года (по другим данным — в 1782 году).

## Публикации
- Слово на страсти Господни, В катедральном архиерейском доме, в Чудове монастыре, в церкве Алексия митрополита, говоренное Сретенскаго собора, что во дворце, протоиереем Иоанном Ставровским апреля 6 дня 1778 года (Москва, 1778);
- О единодушии в день рождения великой княгини Марии (Москва, 1781);
- Об истинной радости в день рождения великого князя Александра (Москва, 1781).